# Piégut-Pluviers
Pour l’article homonyme, voir Piégut (homonymie).
Pour l’article ayant un titre homophone, voir Pluvier.
Piégut-Pluviers est une commune française située dans le département de la Dordogne, en région Nouvelle-Aquitaine.
Elle est intégrée au parc naturel régional Périgord-Limousin.

## Géographie

### Généralités
La commune de Piégut-Pluviers est située à 45 km au sud-est d'Angoulême, à environ 65 km de Périgueux comme de Limoges et 200 km de Bordeaux.
Tout au nord du département de la Dordogne, à l'intérieur du parc naturel régional Périgord-Limousin, la commune de Piégut-Pluviers se trouve dans le Nontronnais. C'est une commune rurale qui fait partie de l'aire d'attraction de Nontron, zonage d’étude défini par l'Insee, qui a remplacé en 2020 l'aire urbaine de Nontron dont la commune ne faisait pas partie. Elle est arrosée par la Doue, le Trieux et son affluent le ruisseau de l'Étang Grolhier.
Le bourg, implanté à l'intersection des routes départementales (RD) 91 et 91E4, se situe, en distances orthodromiques, onze kilomètres au nord de Nontron et quinze kilomètres à l'est-sud-est de Montbron.
La commune est également desservie par les RD 91E3, 96 et 675.
Entre Busserolles et Saint-Estèphe, le sentier de grande randonnée GR 4 traverse le territoire communal en deux tronçons.

### Communes limitrophes
Piégut-Pluviers est limitrophe de six autres communes.
| Busserolles   | Champniers-et-Reilhac |                              |
| Saint-Estèphe | Piégut-Pluviers       | Saint-Barthélemy-de-Bussière |
|               | Augignac              | Abjat-sur-Bandiat            |

### Géologie et relief

#### Géologie
Situé sur la plaque nord du Bassin aquitain et bordé à son extrémité nord-est par une frange du Massif central, le département de la Dordogne présente une grande diversité géologique. Les terrains sont disposés en profondeur en strates régulières, témoins d'une sédimentation sur cette ancienne plate-forme marine. Le département peut ainsi être découpé sur le plan géologique en quatre gradins différenciés selon leur âge géologique. Piégut-Pluviers est dans le gradin extrême nord-est que constitue le dernier contrefort du Massif central, avec des roches cristallines formées au Paléozoïque, antérieurement au Carbonifère.
Les couches affleurantes sur le territoire communal sont constituées de roches sédimentaires datant du Mésozoïque et du Paléozoïque, ainsi que de magmatiques. La formation la plus ancienne, notée pγ3, fait partie des granodiorites de Piégut-Pluviers, composée de granite à biotite, gros grain, tendance porphyroïde (Carbonifère supérieur). La formation la plus récente, notée Alt, est constituée d'altérites de socle, des arènes sableuses, argiles sableuses, isaltérites ou allotérites. Le descriptif de ces couches est détaillé dans  les feuilles « no 710 - Montbron » et « no 711 - Châlus » de la carte géologique au 1/50 000 de la France métropolitaine, et leurs notices associées,.

Carte géologique de Piégut-Pluviers.
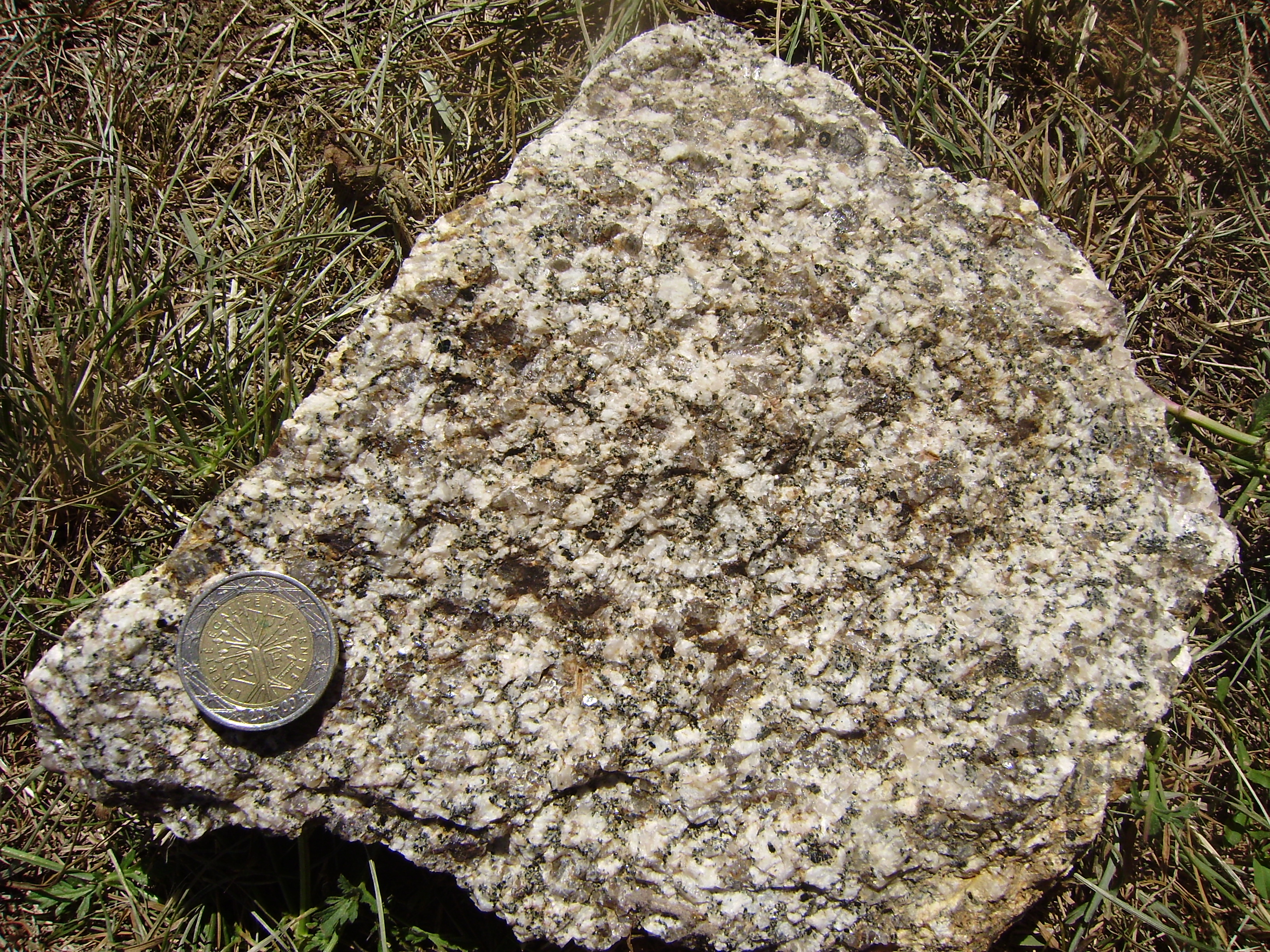
Granodiorite de Piégut-Pluviers.

#### Relief et paysages
Le département de la Dordogne se présente comme un vaste plateau incliné du nord-est (491 m, à la forêt de Vieillecour dans le Nontronnais, à Saint-Pierre-de-Frugie) au sud-ouest (2 m à Lamothe-Montravel). L'altitude du territoire communal varie quant à elle entre 216 mètres et 310 mètres,.
Dans le cadre de la Convention européenne du paysage entrée en vigueur en France le 1er juillet 2006, renforcée par la loi du 8 août 2016 pour la reconquête de la biodiversité, de la nature et des paysages, un atlas des paysages de la Dordogne a été élaboré sous maîtrise d’ouvrage de l’État et publié en octobre 2020. Les paysages du département s'organisent en huit unités paysagères,. La commune est dans l'unité paysagère du « Périgord limousin » qui correspond à la région naturelle du Nontronnais. Ce territoire forme un plateau collinaire aux pentes douces et sommets arasés, d’altitude moyenne autour des 300 m dont le point culminant est également celui de la Dordogne. Ce plateau cristallin est vallonné et dominé par les prairies aux horizons boisés. Il est entaillé de vallées profondes aux versants forestiers,.
La superficie cadastrale de la commune publiée par l'Insee, qui sert de référence dans toutes les statistiques, est de 18,11 km2,,. La superficie géographique, issue de la BD Topo, composante du Référentiel à grande échelle produit par l'IGN, est quant à elle de 18,66 km2.

### Hydrographie

#### Réseau hydrographique

Réseaux hydrographique et routier de Piégut-Pluviers.

La commune est située dans le bassin versant de la Charente au sein du Bassin Adour-Garonne. Elle est drainée par le Trieux, la Doue, le ruisseau de l'Étang Grolhier et par divers petits cours d'eau, qui constituent un réseau hydrographique de 27 km de longueur totale,.
Le Trieux, d'une longueur totale de 29,55 km, prend sa source en Haute-Vienne dans la commune de Marval et se jette dans la Tardoire en rive gauche à Bussière-Badil, face à Écuras,. Il borde la commune au nord-est sur deux kilomètres et demi, face à Saint-Barthélemy-de-Bussière et Champniers-et-Reilhac.
Son affluent le ruisseau de l'Étang Grolhier prend sa source au nord du bourg de Piégut et arrose la commune sur plus de quatre kilomètres dont un kilomètre en limite de Champniers-et-Reilhac. Il alimente l'étang Grolhier, un plan d'eau de 22 hectares dont la rive sud-ouest fait partie du territoire communal.
La Doue, d'une longueur totale de 17,45 km, prend sa source dans le sud de la commune et se jette dans le Bandiat en rive droite à Javerlhac-et-la-Chapelle-Saint-Robert,. Elle arrose le sud-est de la commune sur plus d'un kilomètre et demi, dont un kilomètre servant de limite naturelle face à Augignac.

#### Gestion et qualité des eaux
Le territoire communal est couvert par le schéma d'aménagement et de gestion des eaux (SAGE) « Charente ». Ce document de planification, dont le territoire correspond au bassin de la Charente, d'une superficie de 9 300 km2, a été approuvé le 19 novembre 2019. La structure porteuse de l'élaboration et de la mise en œuvre est l'établissement public territorial de bassin Charente. Il définit sur son territoire les objectifs généraux d’utilisation, de mise en valeur et de protection quantitative et qualitative des ressources en eau superficielle et souterraine, en respect des objectifs de qualité définis dans le troisième SDAGE  du Bassin Adour-Garonne qui couvre la période 2022-2027, approuvé le 10 mars 2022.
La qualité des eaux de baignade et des cours d’eau peut être consultée sur un site dédié géré par les agences de l’eau et l’Agence française pour la biodiversité.

### Climat
Pour des articles plus généraux, voir Climat de la Nouvelle-Aquitaine et Climat de la Dordogne.
Historiquement, la commune est exposée à un climat océanique limousin.  
En 2020, Météo-France publie une typologie des climats de la France métropolitaine dans laquelle la commune est exposée à un climat océanique altéré et est dans la région climatique  Aquitaine, Gascogne, caractérisée par une pluviométrie abondante au printemps, modérée en automne, un faible ensoleillement au printemps, un été chaud (19,5 °C), des vents faibles, des brouillards fréquents en automne et en hiver et des orages fréquents en été (15 à 20 jours).
Pour la période 1971-2000, la température annuelle moyenne est de 11,5 °C, avec  une amplitude thermique annuelle de 14,8 °C. Le cumul annuel moyen de précipitations est de 1 029 mm, avec 12,4 jours de précipitations en janvier et 7,7 jours en juillet. Pour la période 1991-2020, la température moyenne annuelle observée sur la station météorologique la plus proche, située sur la commune de La Coquille à 24 km à vol d'oiseau, est de 12,1 °C et le cumul annuel moyen de précipitations est de 1 178,8 mm,. Pour l'avenir, les paramètres climatiques de la commune estimés pour 2050 selon différents scénarios d’émission de gaz à effet de serre sont consultables sur un site dédié publié par Météo-France en novembre 2022.

## Urbanisme

### Typologie
Au 1er janvier 2024, Piégut-Pluviers est catégorisée commune rurale à habitat dispersé, selon la nouvelle grille communale de densité à 7 niveaux définie par l'Insee en 2022.
Elle est située hors unité urbaine. Par ailleurs la commune fait partie de l'aire d'attraction de Nontron, dont elle est une commune de la couronne,. Cette aire, qui regroupe 19 communes, est catégorisée dans les aires de moins de 50 000 habitants,.

### Occupation des sols
L'occupation des sols de la commune, telle qu'elle ressort de la base de données européenne d’occupation biophysique des sols Corine Land Cover (CLC), est marquée par l'importance des forêts et milieux semi-naturels (49,8 % en 2018), une proportion sensiblement équivalente à celle de 1990 (49,2 %). La répartition détaillée en 2018 est la suivante : 
forêts (49,8 %), zones agricoles hétérogènes (37,2 %), zones urbanisées (9,8 %), prairies (2,8 %), eaux continentales (0,4 %). L'évolution de l’occupation des sols de la commune et de ses infrastructures peut être observée sur les différentes représentations cartographiques du territoire : la carte de Cassini (XVIIIe siècle), la carte d'état-major (1820-1866) et les cartes ou photos aériennes de l'IGN pour la période actuelle (1950 à aujourd'hui).

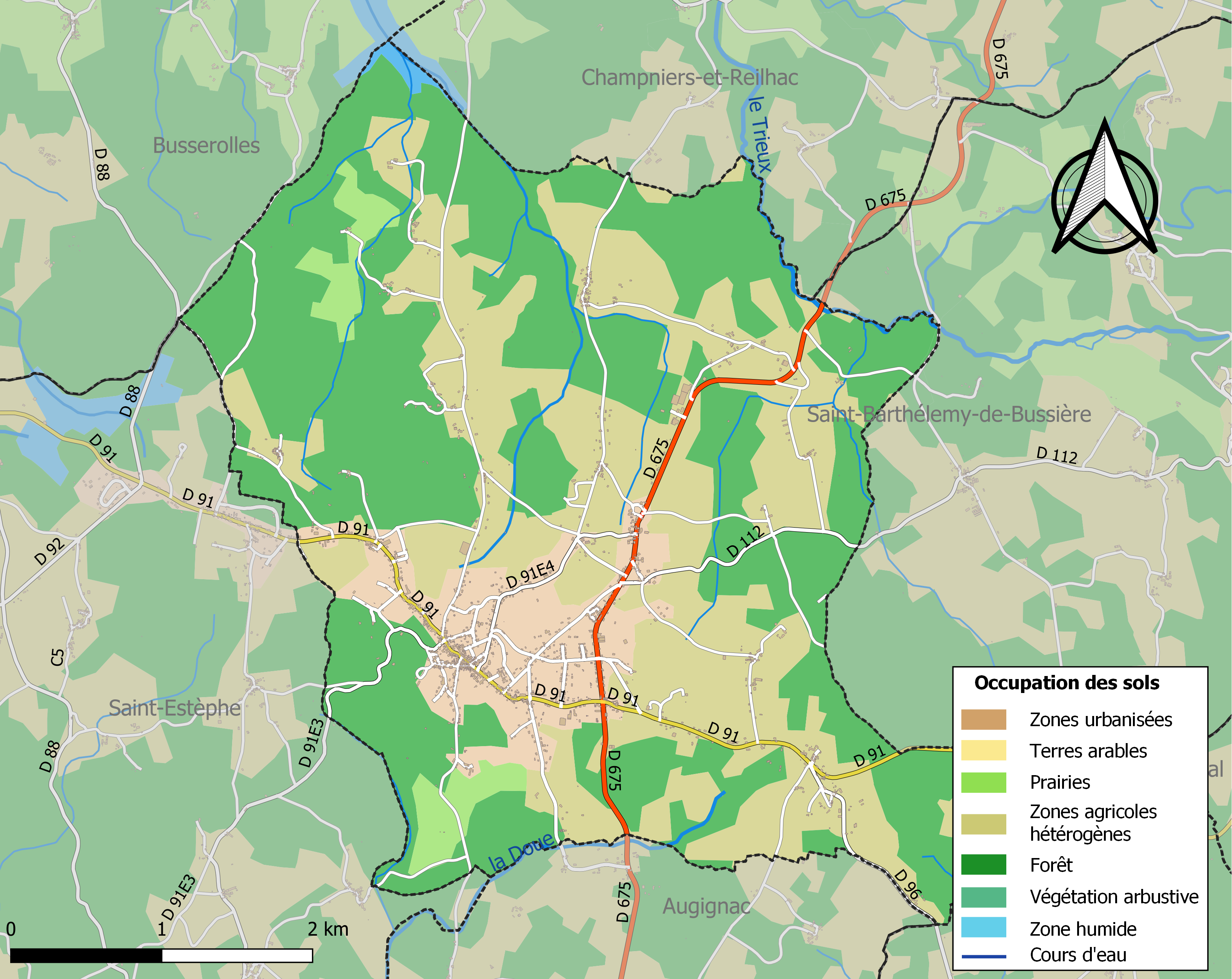
Carte des infrastructures et de l'occupation des sols de la commune en 2018 (CLC).

### Lieux-dits et écarts
Les lieux-dits suivis d'une astérisque sont situés à l'écart de la route indiquée.
B
- La Bonnefond,        D96, rte d'Abjat
- Bost Gaillou*,       Rte de l'étang Grolhier

C
- Cabaniers,           Rte de l'étang Grolhier
- Les Champs Fleuris,  D91, rte de Montbron
- Chez Noyer*,         Rte de l'étang Grolhier
- Le Cluzeau*,         D112  Rte de Saint-Barthélemy

D
- La Domèze*,          D91, rte de Marval

F
- La Folie,            D91, rte de Marval

G
- Les Granges*,        D91, rte de Marval

L
- Lascaud,             Rte de Maine du Bost (sud)
- Lauterie*,               D91, rte de Montbron
- La Lègue*,           D675, rte de Champniers
- Luclas,              Rte des Moulins

M
- La Maison Blanche*,  Rte de l'étang Grolhier
- La Malignie*,        D112  Rte de Saint-Barthélemy
- Montagut,            D91, rte de Marval
- Le Moulin de Chez Noyer*, Rte de l'étang Grolhier

N
- La Noche,            D91, rte de Marval
- La Nozilière*,       D91, rte de Marval

P
- Pluviers,            D675, rte de Champniers
- Prieuraud*,          Rte de Maine du Bost (sud)
- Puygaud*,            D91, rte de Montbron
- Puyrazeau (Cheau de)*,   D91, rte de Marval

R
- La Renaudie*,        Rte de l'étang Grolhier

S
- Soulagnieux*,        D91, rte de Marval

T
- Les Touilles (anc. moulin)*, D675, rte de Champniers
- Tous Vents,          D91, rte de Marval
- La Tricherie,        Rte de Maine du Bost (sud)

V
- La Vigne,            D96, rte d'Abjat
- Villefaix,           Rte des Moulins

### Prévention des risques
Le territoire de la commune de Piégut-Pluviers est vulnérable à différents aléas naturels : météorologiques (tempête, orage, neige, grand froid, canicule ou sécheresse), feux de forêts, mouvements de terrains et séisme (sismicité faible). Un site publié par le BRGM permet d'évaluer simplement et rapidement les risques d'un bien localisé soit par son adresse soit par le numéro de sa parcelle.
Piégut-Pluviers est exposée au risque de feu de forêt. L’arrêté préfectoral du 14 mars 2013 fixe les conditions de pratique des incinérations et de brûlage dans un objectif de réduire le risque de départs d’incendie. À ce titre, des périodes sont déterminées : interdiction totale du 15 février au 15 mai et du 15 juin au 15 octobre, utilisation réglementée du 16 mai au 14 juin et du 16 octobre au 14 février. En septembre 2020, un plan inter-départemental de protection des forêts contre les incendies (PidPFCI) a été adopté pour la période 2019-2029,.

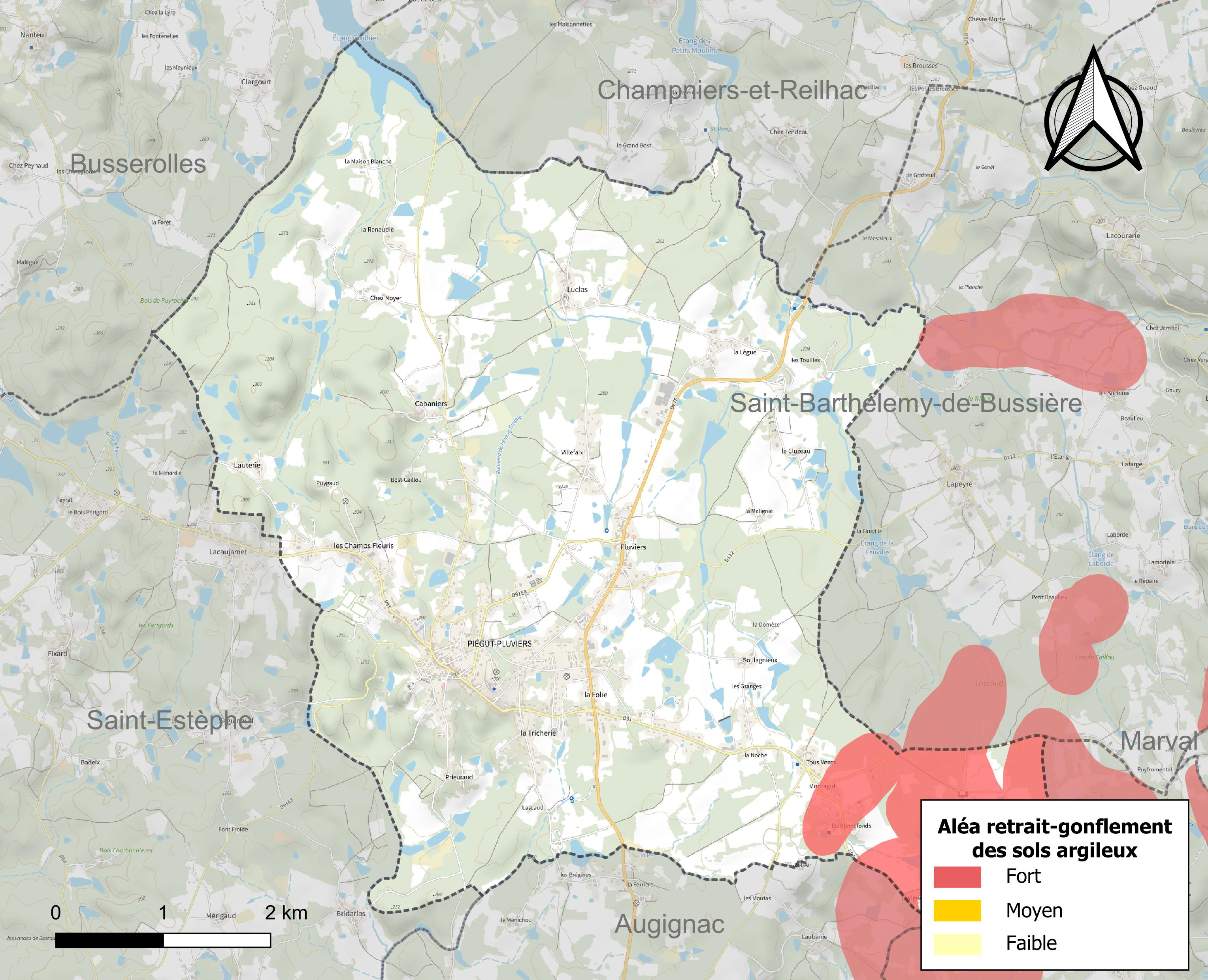
Carte des zones d'aléa retrait-gonflement des sols argileux de Piégut-Pluviers.

Les mouvements de terrains susceptibles de se produire sur la commune sont des tassements différentiels. Le retrait-gonflement des sols argileux est susceptible d'engendrer des dommages importants aux bâtiments en cas d’alternance de périodes de sécheresse et de pluie. 6,9 % de la superficie communale est en aléa moyen ou fort (58,6 % au niveau départemental et 48,5 % au niveau national métropolitain). Depuis le 1er octobre 2020, en application de la loi ÉLAN, différentes contraintes s'imposent aux vendeurs, maîtres d'ouvrages ou constructeurs de biens situés dans une zone classée en aléa moyen ou fort,.
La commune a été reconnue en état de catastrophe naturelle au titre des dommages causés par les inondations et coulées de boue survenues en 1982, 1983 et 1999, par la sécheresse en 2003 et 2011 et par des mouvements de terrain en 1999.

## Toponymie
Le lieu est connu à l'époque gallo-romaine sous le nom de « Podium Accutum ». « Podium » désignait un endroit élevé et « Accutum » signifie en français aigu. Puis ce nom est devenu « Pic-Aigu », « Puy-Aigu » et enfin Piégut vers la fin du XVIIe siècle.[réf. nécessaire]
En occitan, la commune porte le nom de Puei 'Gut e Pluviers.

## Histoire

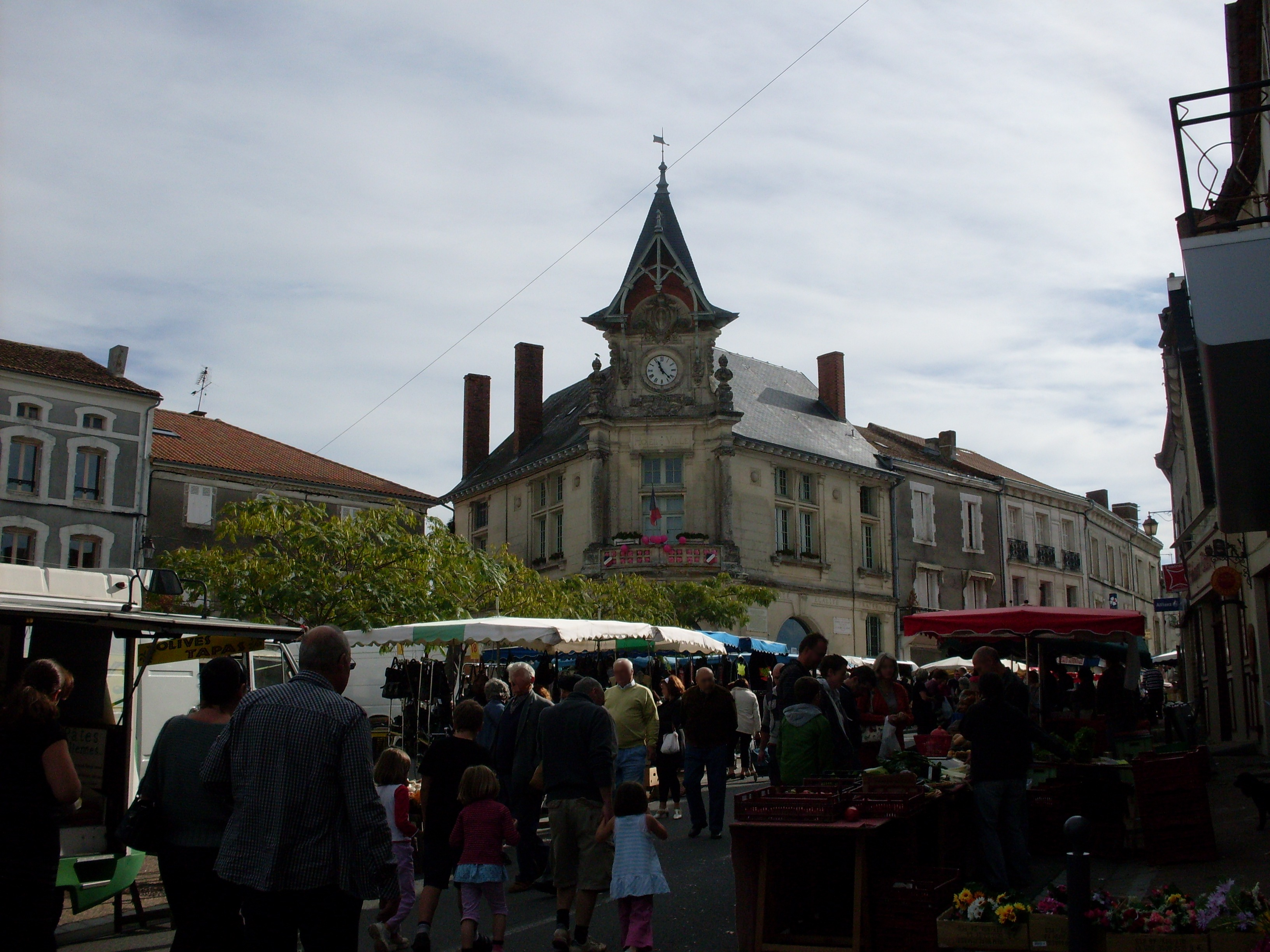
La mairie et le marché.

Au XVe siècle, Piégut est une seigneurie dépendant de Limoges. 
En 1862, la commune de Pluviers prend le nom de Piégut-Pluviers.
Depuis 1642, le mercredi matin s'y tient un important marché.

## Politique et administration

### Intercommunalité
Fin 2000, Piégut-Pluviers intègre dès sa création la communauté de communes du Périgord vert granitique. Celle-ci est dissoute au 31 décembre 2013 et remplacée au 1er janvier 2014 par la communauté de communes du Haut-Périgord. Au 1er janvier 2017, celle-ci fusionne avec la communauté de communes du Périgord vert nontronnais pour former la communauté de communes du Périgord Nontronnais.

### Administration municipale
La population de la commune étant comprise entre 500 et 1 499 habitants au recensement de 2017, quinze conseillers municipaux ont été élus en 2020,.

### Liste des maires
| Période                                  | Période        | Identité          | Étiquette   | Qualité                                                               |
| ---------------------------------------- | -------------- | ----------------- | ----------- | --------------------------------------------------------------------- |
| Les données manquantes sont à compléter. |                |                   |             |                                                                       |
|                                          |                |                   |             |                                                                       |
|                                          | 1980           | Yves Massy        | PS          | Conseiller général du canton de Bussière-Badil (1945-1980)            |
|                                          | 1984           | Jean-Louis Sussat |             |                                                                       |
| octobre 1984                             | mars 2001      | André Lapeyre     |             | Professeur de mathématiques                                           |
| mars 2001                                | septembre 2016 | Didier Vignal,    | DVG puis PS | Pharmacien Conseiller général du canton de Bussière-Badil (1996-2015) |
| septembre 2016 (réélu en mai 2020)       | En cours       | Alain Marzat      |             | Gestionnaire de maisons de retraite et de l'hôpital de Girac          |

## Équipements et services publics

### Justice
Dans le domaine judiciaire, Piégut-Pluviers relève : 
- du tribunal judiciaire, du tribunal pour enfants, du conseil de prud'hommes et du tribunal de commerce de Périgueux ;
- du pôle Nationalité du tribunal judiciaire de Périgueux (compétent uniquement dans le domaine de la nationalité) ;
- de la cour d'appel, du tribunal administratif et de la  cour administrative d'appel de Bordeaux.

## Population et société

### Démographie
L'évolution du nombre d'habitants est connue à travers les recensements de la population effectués dans la commune depuis 1793. Pour les communes de moins de 10 000 habitants, une enquête de recensement portant sur toute la population est réalisée tous les cinq ans, les populations de référence des années intermédiaires étant quant à elles estimées par interpolation ou extrapolation. Pour la commune, le premier recensement exhaustif entrant dans le cadre du nouveau dispositif a été réalisé en 2005.

En 2022, la commune comptait 1 178 habitants, en évolution de +0,34 % par rapport à 2016 (Dordogne : +0,37 %, France hors Mayotte : +2,11 %).
| 1793 | 1800 | 1806 | 1821  | 1831  | 1836  | 1841  | 1846  | 1851  |
| ---- | ---- | ---- | ----- | ----- | ----- | ----- | ----- | ----- |
| 821  | 913  | 862  | 1 102 | 1 037 | 1 148 | 1 220 | 1 235 | 1 307 |

| 1856  | 1861  | 1866  | 1872  | 1876  | 1881  | 1886  | 1891  | 1896  |
| ----- | ----- | ----- | ----- | ----- | ----- | ----- | ----- | ----- |
| 1 345 | 1 369 | 1 545 | 1 595 | 1 770 | 1 789 | 1 834 | 1 780 | 1 767 |

| 1901  | 1906  | 1911  | 1921  | 1926  | 1931  | 1936  | 1946  | 1954  |
| ----- | ----- | ----- | ----- | ----- | ----- | ----- | ----- | ----- |
| 1 840 | 1 821 | 1 874 | 1 692 | 1 714 | 1 644 | 1 732 | 1 567 | 1 604 |

| 1962  | 1968  | 1975  | 1982  | 1990  | 1999  | 2005  | 2006  | 2010  |
| ----- | ----- | ----- | ----- | ----- | ----- | ----- | ----- | ----- |
| 1 558 | 1 545 | 1 504 | 1 527 | 1 471 | 1 313 | 1 215 | 1 208 | 1 227 |

| 2015  | 2020  | 2022  | - | - | - | - | - | - |
| ----- | ----- | ----- | - | - | - | - | - | - |
| 1 182 | 1 187 | 1 178 | - | - | - | - | - | - |

### Manifestations culturelles et festivités

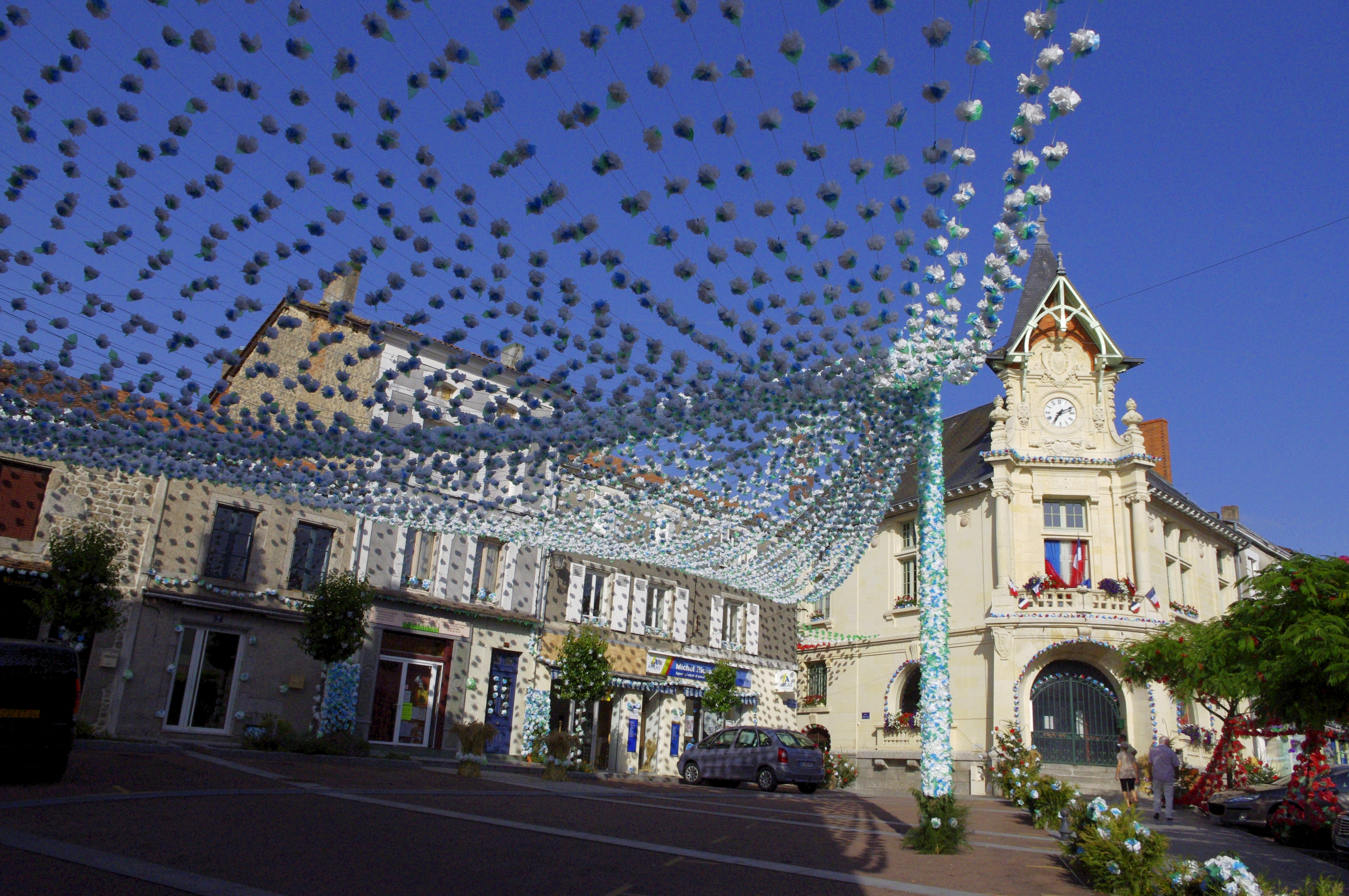
La place du marché et la mairie lors de la félibrée 2012.

Les 30 juin et 1er juillet 2012, Piégut-Pluviers a organisé la 93e félibrée, la fête de l'Occitanie qui a lieu tous les ans au début de l'été dans une commune de Dordogne.

## Économie

### Emploi
En 2015, parmi la population communale comprise entre 15 et 64 ans, les actifs représentent 427 personnes, soit 36,1 % de la population municipale. Le nombre de chômeurs (61) a augmenté par rapport à 2010 (46) et le taux de chômage de cette population active s'établit à 14,3 %.

### Établissements
Au 31 décembre 2015, la commune compte 158 établissements, dont 97 au niveau des commerces, transports ou services, vingt-trois dans la construction, vingt relatifs au secteur administratif, à l'enseignement, à la santé ou à l'action sociale, seize dans l'industrie, et deux dans l'agriculture, la sylviculture ou la pêche.

### Entreprises
Dans le secteur du BTP, parmi les entreprises dont le siège social est en Dordogne, la société « Confort chauffage » (travaux d'installation d'équipements thermiques et de climatisation) implantée à Piégut-Pluviers se classe en 40e position quant au chiffre d'affaires hors taxes en 2015-2016, avec 2 894 k€.

## Culture locale et patrimoine

### Lieux et monuments
La tour de Piégut est le donjon circulaire d'un château assiégé et détruit en 1199 par Richard Cœur de Lion.

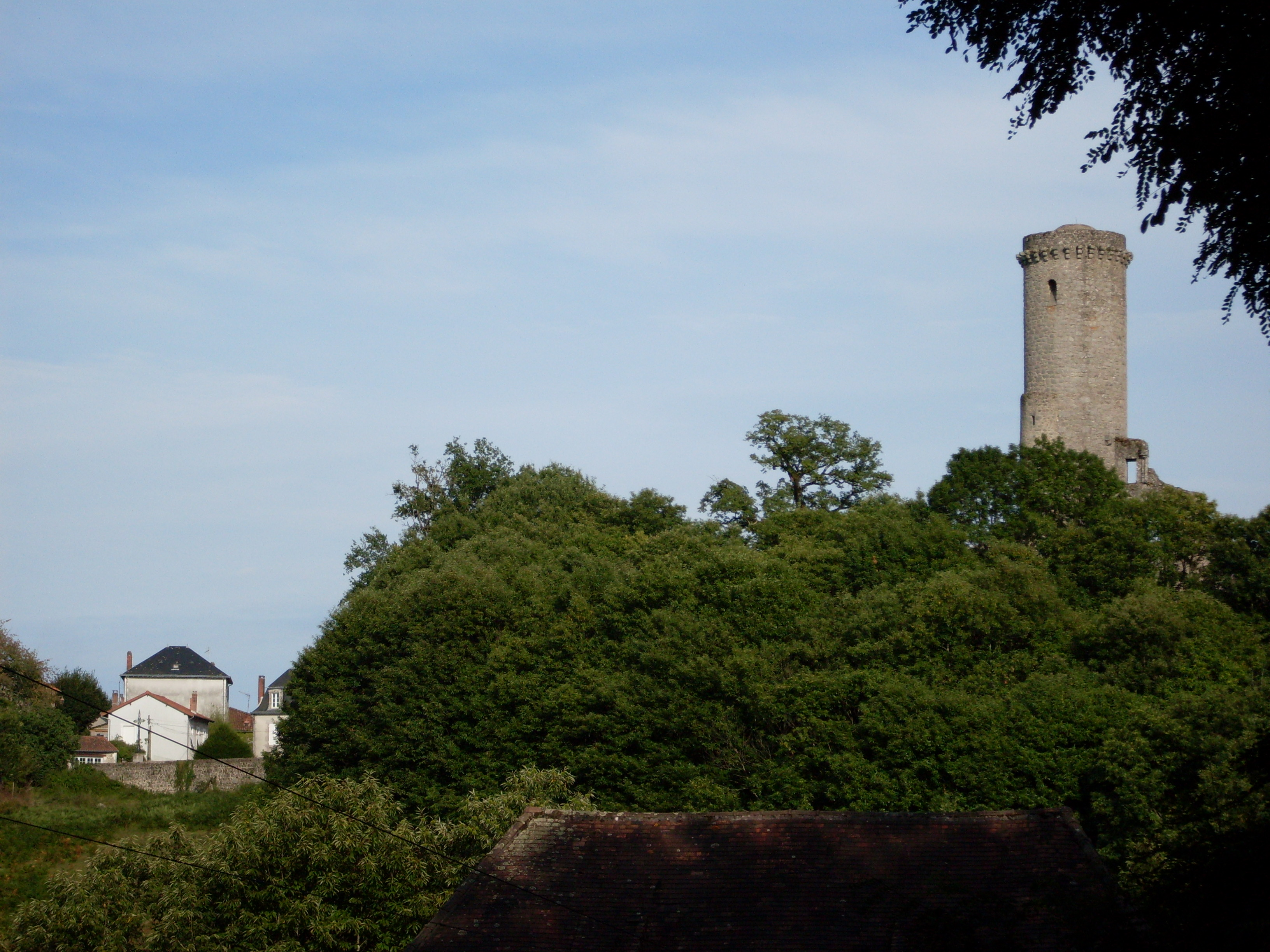
La tour de Piégut.
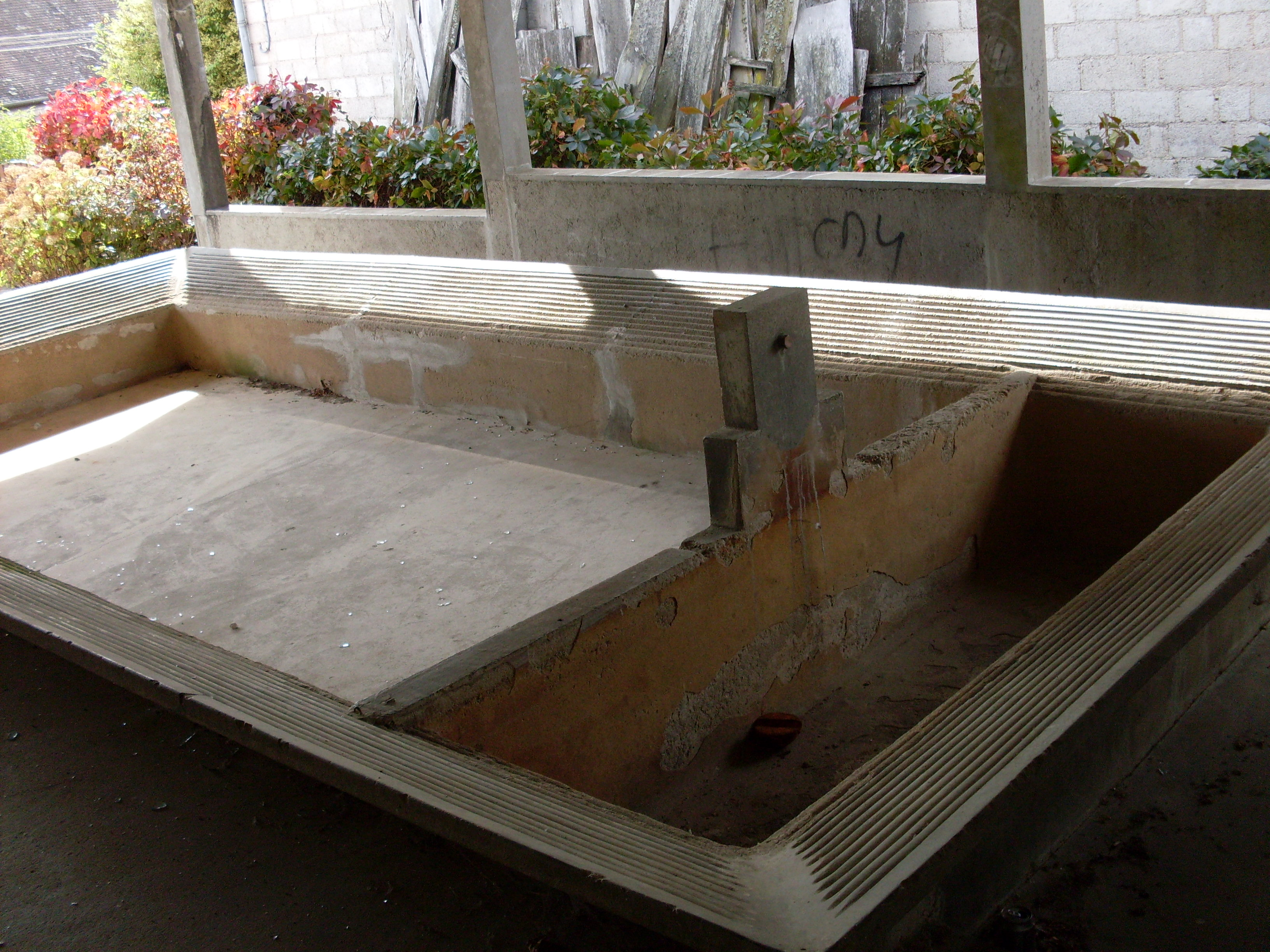
L'ancien lavoir de Piégut.
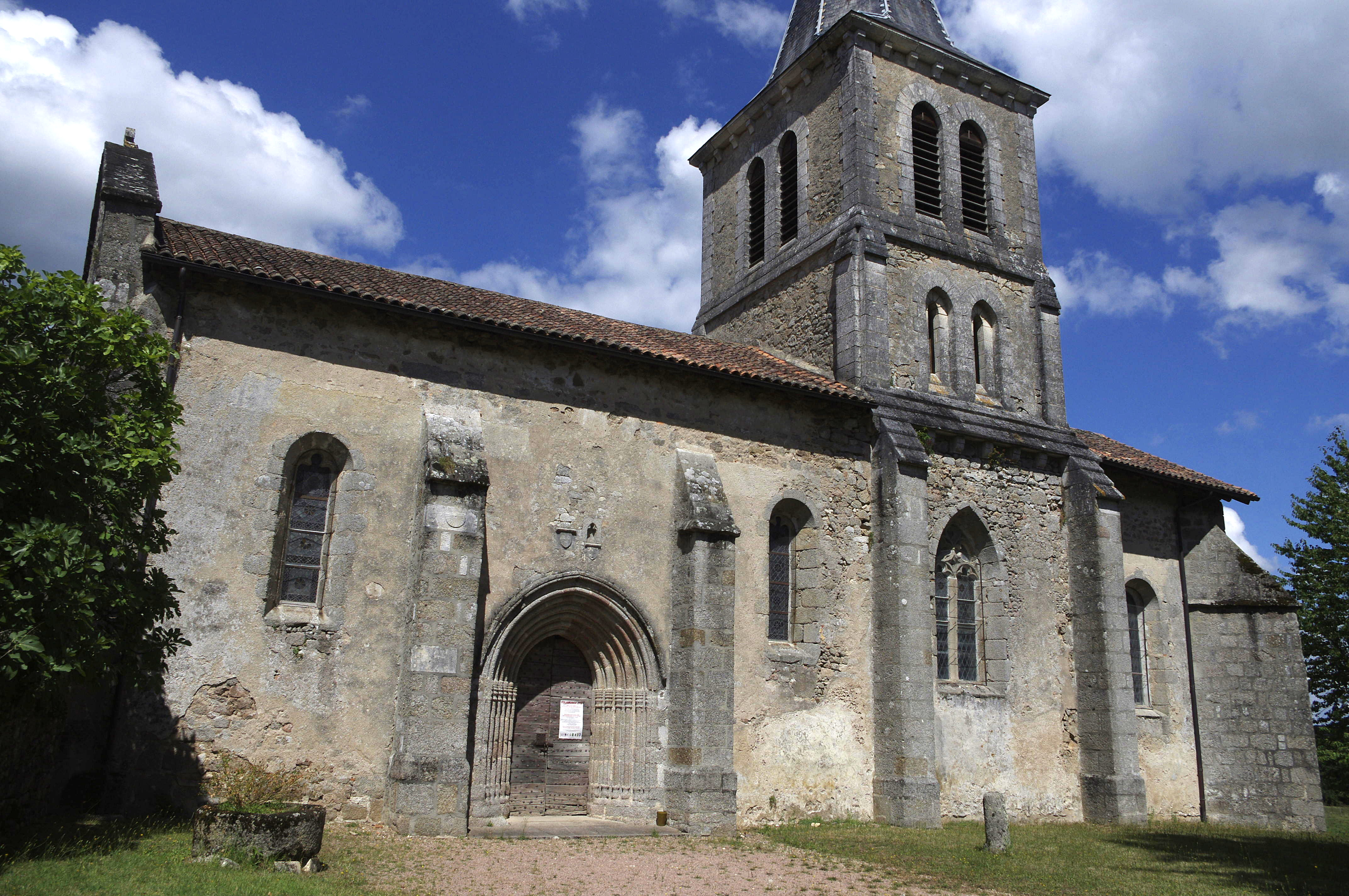
L'église de Pluviers.
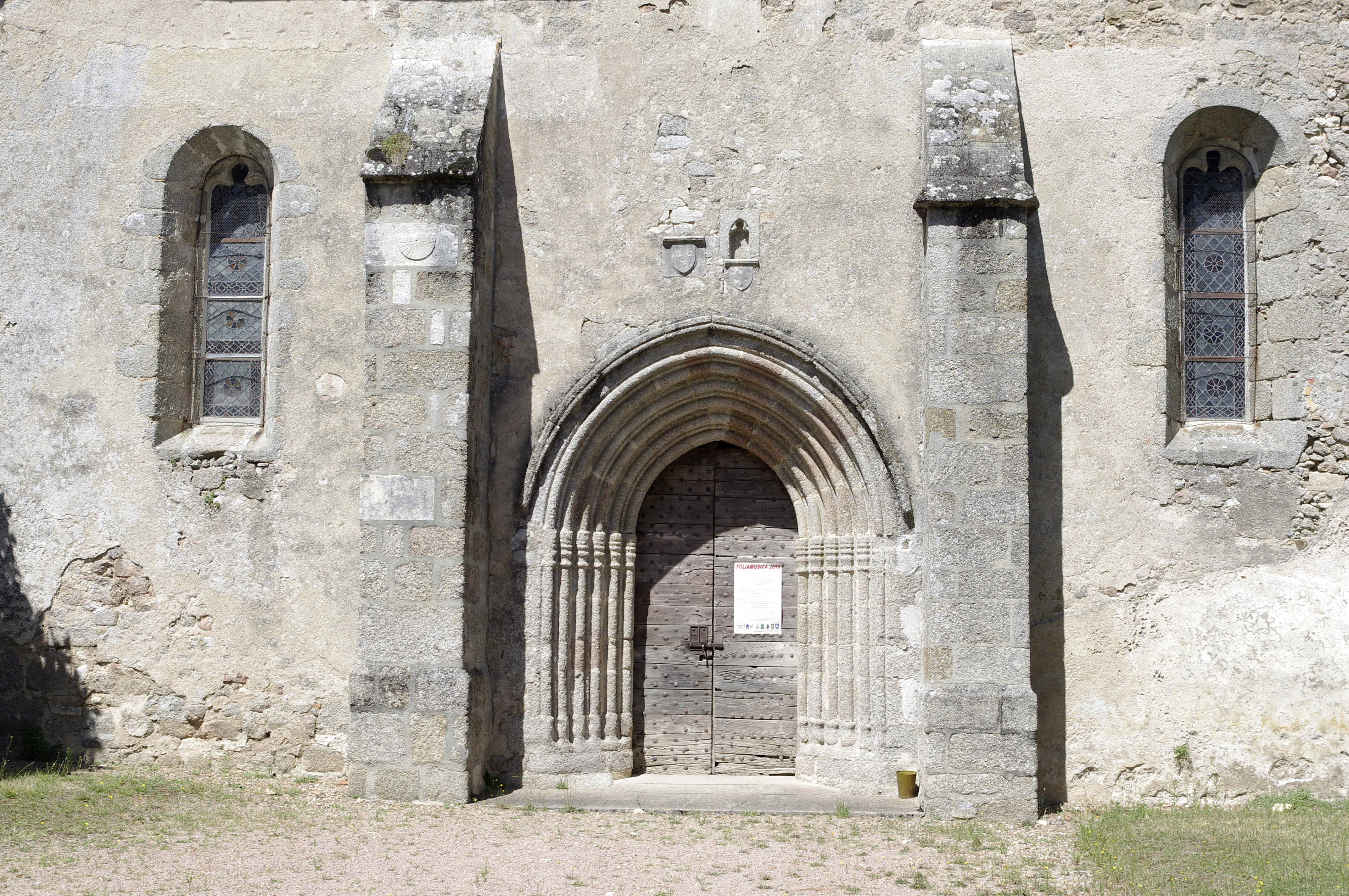
Le portail de l'église de Pluviers.
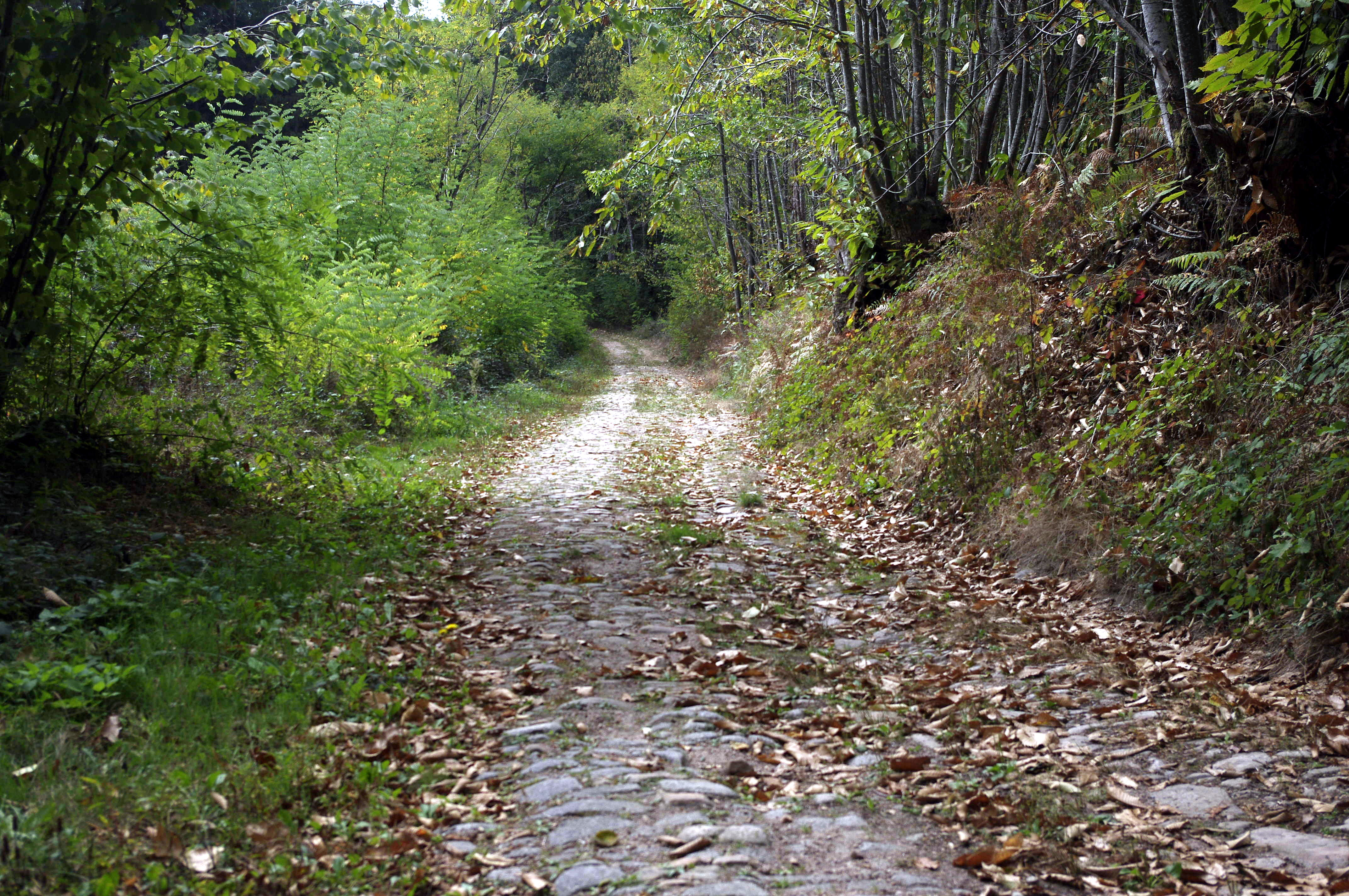
La voie romaine.
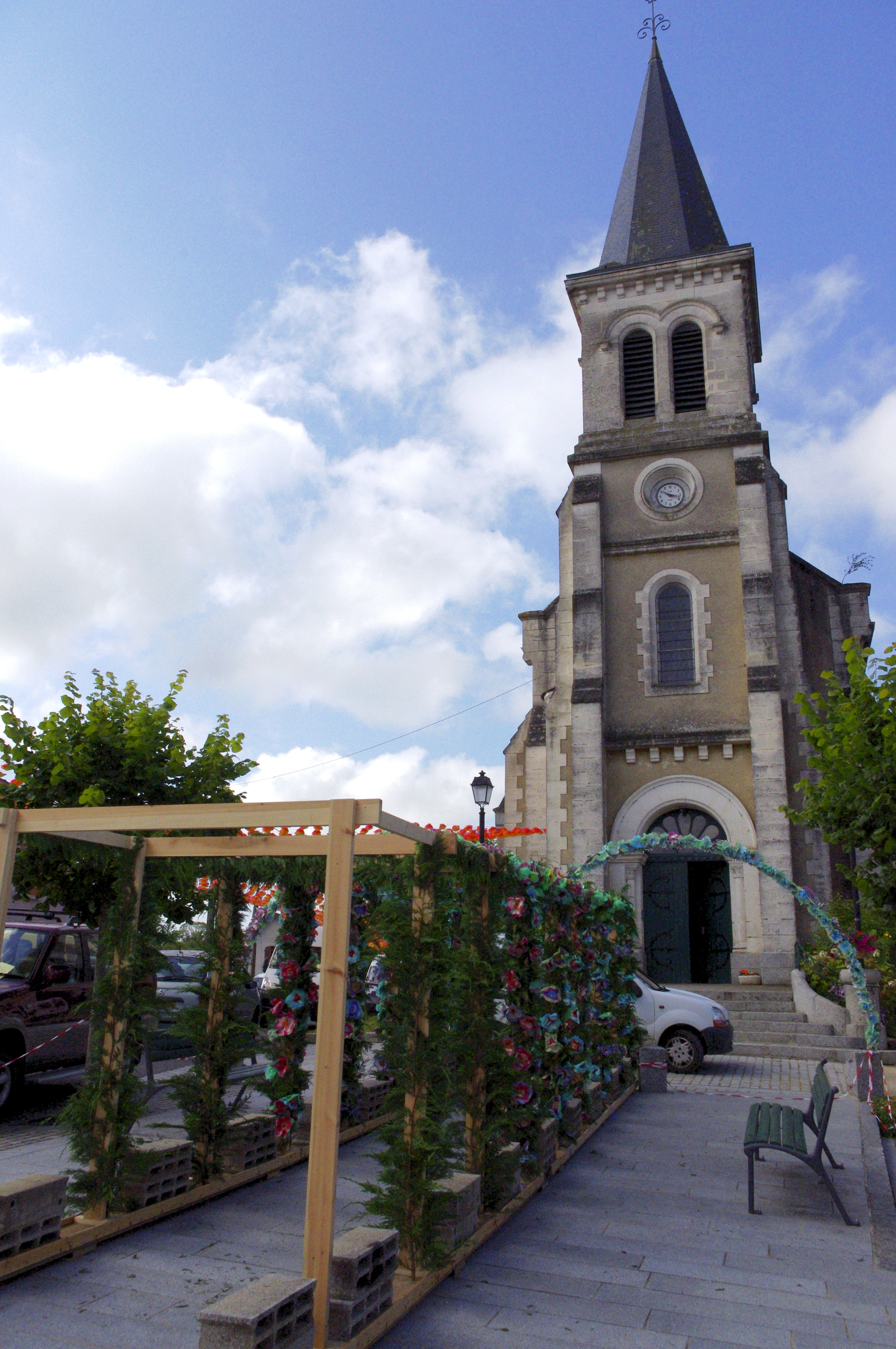
L'église de Piégut.

### Patrimoine naturel
La commune fait partie du parc naturel régional Périgord-Limousin depuis la création de celui-ci en 1998, adhésion renouvelée en 2011.
Sur le territoire communal, les vallées du Trieux au nord-est et de son affluent le ruisseau de l'Étang Grolhier au nord-ouest sont protégées au titre de la zone naturelle d'intérêt écologique, faunistique et floristique (ZNIEFF) de type I « Vallées du réseau hydrographique de la Tardoire et du Trieux » dont la flore est constituée de près d'une quarantaine d'espèces de plantes, dont quatre sont considérées comme déterminantes : l'adoxe musquée, ou moscatelline, ou muscatelle (Adoxa moschatellina), la corydale à bulbe plein (Corydalis solida), l'isopyre faux-pigamon (Isopyrum thalictroides) et la jacinthe des bois, ou jacinthe sauvage (Hyacinthoides non-scripta),.
Quatre kilomètres au nord du bourg de Piégut-Pluviers, l'étang Grolhier est partagé entre les communes de Piégut-Pluviers (7,5 hectares), Champniers-et-Reilhac (4,2 hectares) et Busserolles (10,7 hectares). L'étang est au centre d'un site inscrit de 233 hectares depuis 1979.

### Randonnées
Le sentier de grande randonnée GR 4 qui va de Royan à Grasse traverse l'ouest de la commune.

### Patrimoine oral
Plusieurs documents sonores en langue limousine enregistrés sur la commune sont accessibles sur le site des archives de l'Institut d’études occitanes du Limousin.

### Personnalités liées à la commune
- La famille de Verneilh-Puyraseau[66] :
  - Jean-Joseph de Verneilh-Puyraseau (1756-1839), député de la Dordogne.
  - Félix-Joseph de Verneilh-Puyraseau (1820-1864), historien et archéologue.
  - Charles de Verneilh-Puyraseau (1894-1933), aviateur.
- Guy-Patrick Sainderichin (1950-2025), scénariste français né à Piégut-Pluviers.
- Pierre-Philippe Niocel (1833-1909), instituteur et érudit périgordin, auteur de deux livres de mathématiques publiés chez Larousse à la fin du Second Empire.
- Émile Mangiapan (1925-2007), peintre, mort à Piégut-Pluviers. Passionné  notamment de jazz et de danse, il en a fait les sujets favoris de ses tableaux riches en couleurs.

### Héraldique
| Blason de Piégut-Pluviers | Blason  | D’azur aux trois tours d’argent ouvertes et maçonnées de sable, à l’orle en filet de gueules*. |
| Blason de Piégut-Pluviers | Détails | * Il y a là non-respect de la règle de contrariété des couleurs : ces armes sont fautives (gueules sur azur). Différences entre dessin et blasonnement : les tours sont dessinées ajourée de sable, ce qui n'est pas dit. Le statut officiel du blason reste à déterminer. |

## Pour approfondir